# Amifontaine
Amifontaine é uma comuna francesa na região administrativa de Altos da França, no departamento Aisne. Estende-se por uma área de 27,90 km². Em 2010 a comuna tinha 404 habitantes (densidade: 14,5 hab./km²).